# Rivière Anistuwach
Rivière Anistuwach är ett vattendrag i Kanada.   Det ligger i provinsen Québec, i den östra delen av landet, 1 000 km norr om huvudstaden Ottawa.
Omgivningarna runt Rivière Anistuwach är i huvudsak ett öppet busklandskap. Trakten runt Rivière Anistuwach är nära nog obefolkad, med mindre än två invånare per kvadratkilometer.